# Смородина, Любовь Васильевна
Любовь Васильевна Смородина (род. 4 апреля 1976, Оренбург, СССР) — бывшая российская профессиональная баскетболистка, игравшая на позиции центрового. Мастер спорта России.

## Карьера
Воспитанница оренбургского баскетбола. В раннем возрасте уехала в Санкт-Петербург, где обучалась баскетболу в спортшколе «Электросила». С 1995 по 2000 годы выступала за челябинский клуб «Динамо-Славянка». В 2000 году вернулась в Оренбург и пополнила состав «Надежда», где быстро стала одним из лидеров. По итогам сезона 2002/2003 она попала в пятерку лучших центровых-женщин России. Смородина - первая баскетболистка команды, вошедшая в число кандидатов на попадание в сборную России.
В 2004 году центровая вслед за тренером Владимиром Колосковым перешла из «Надежды» в УГМК. Переходу сопутствовали судебные разбирательства: к екатеринбуржскому клубу Смородина присоединилась, имея действующий контракт с прежней командой. В 2008 году баскетболистка вернулась в «Надежду», но закрепиться в ее составе не смогла. Завершала свою карьеру Любовь в ивановской «Энергии». Опытная спортсменка помогла «тигрицам» впервые в историю выйти в Премьер-Лигу, но после нескольких игр в элите она покинула клуб.
В настоящий момент Любовь Смородина работает тренером в СШОР № 5 по баскетболу «Надежда» (Оренбург).

## Достижения
- Обладатель Кубка России  (1): 2005.
- Чемпионка Европы (U16)  (1): 1993.